# Musée Yves-Saint-Laurent de Paris
Pour les articles homonymes, voir Musée Yves Saint Laurent.
Le Musée Yves-Saint-Laurent Paris est un musée consacré au couturier Yves Saint Laurent à Paris, au 5, avenue Marceau, dans l'immeuble où se tenait la maison de couture.

## Historique

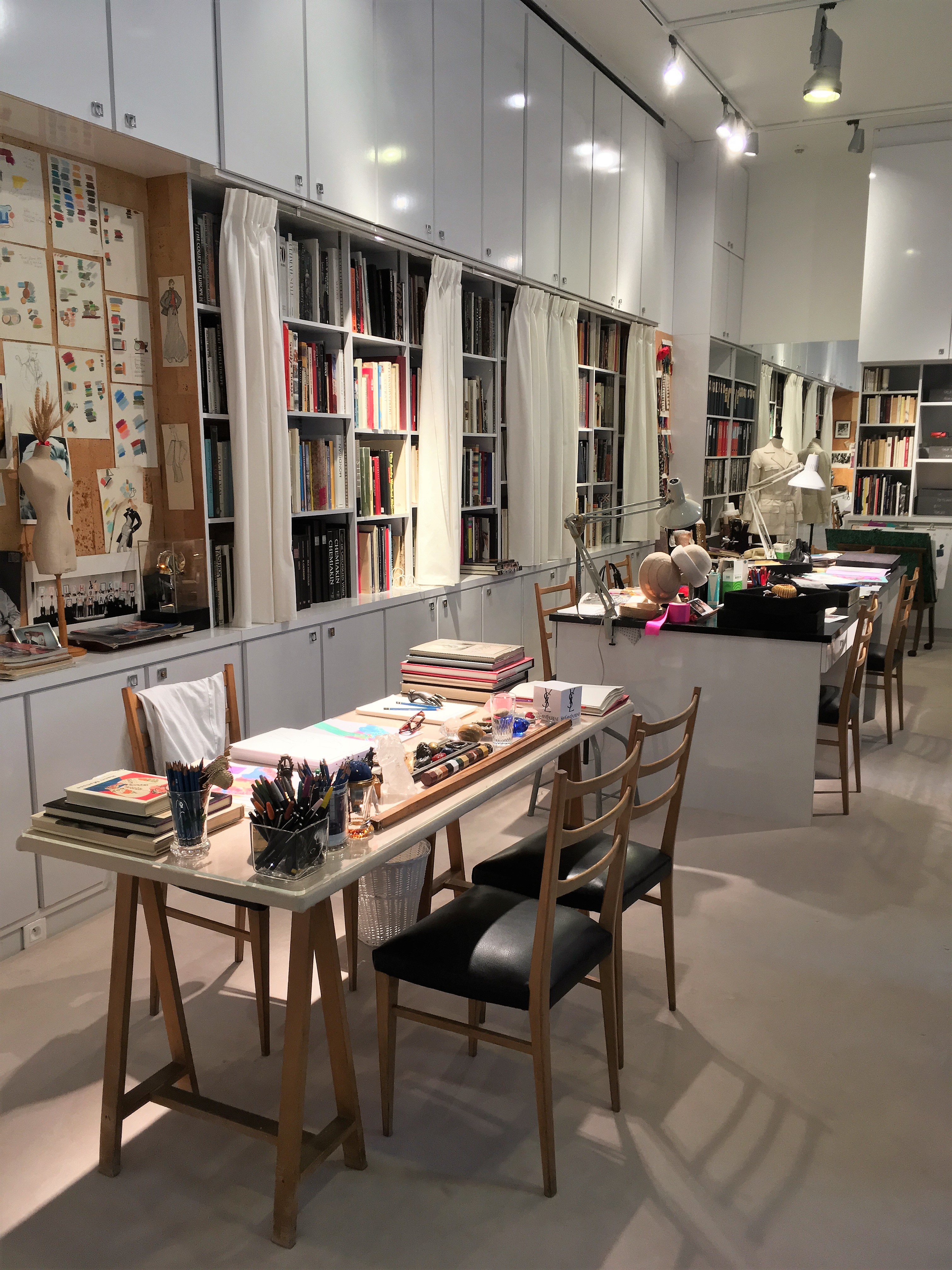
Atelier d'Yves Saint Laurent à l'intérieur du musée.

Deux musées sont mis en place en 2017 pour exposer des œuvres du couturier Yves Saint-Laurent, et servir sa mémoire, exploitant le fonds de la fondation Pierre Bergé - Yves Saint Laurent, l’un à Marrakech ouvert le 19 octobre et construit spécifiquement, et l’autre à Paris, avenue Marceau, au siège historique  de la maison de couture,. Initié par Pierre Bergé, il ouvre quelques semaines après la mort de ce dernier : « J'ai passé toute ma vie à aider Yves Saint Laurent à construire son œuvre et je veux qu'elle dure » précise-t-il en juin 2017.
Le musée parisien est inauguré fin septembre 2017 en présence de Salma Hayek, François-Henri Pinault (propriétaire de la marque par l'intermédiaire de Kering), le couturier Jean-Paul Gaultier, Catherine Deneuve, Bianca Jagger, ou encore Betty Catroux. Le musée ouvre en octobre 2017. Il reçoit le label Musée de France, qui rend ses collections inaliénables, et qui peut faciliter la préemption de nouvelles pièces dans des ventes publiques,.
Le projet de mise en place a associé notamment, outre la Fondation Pierre Bergé – Yves Saint Laurent, Olivier Flaviano, directeur de ce nouveau musée, Aurélie Samuel, historienne de l'art et conservatrice (qui vient du Musée Guimet), la scénographe Nathalie Crinière et le décorateur Jacques Grange qui a décoré l'ensemble dans un style « Grand siècle ».
L'exposition "Transparences, le pouvoir des matières" se déroulera jusqu'au 25 août 2024 dans le musée Yves Saint Laurent . Elle examine le rôle de la transparence dans l'expression artistique d'Yves Saint Laurent. Cet hommage est dirigée par la curatrice Anne Dressen et avec une scénographie créée par l'architecte Pauline Marchetti, l'exposition propose une réflexion sur la sensibilité et la créativité du couturier.

## Situation
Ce musée est situé au 5 avenue Marceau, à proximité du pont de l'Alma, dans le seizième arrondissement de Paris. Cet immeuble du XIXe siècle (Second Empire) est l'ancien lieu de travail de Yves Saint-Laurent et de ses collaborateurs de la maison de couture,. Il est à quelques centaines de mètres du Palais Galliera, le musée de la mode de la ville de Paris.

## Collection permanente
Le fonds constitué à partir des années 1960, et réuni de leur vivant par le binôme Pierre Bergé et Yves Saint Laurent, compte quelque 35 000 pièces (dessins, textiles, accessoires…), dont plus de 7 000 créations de haute couture.

## Description

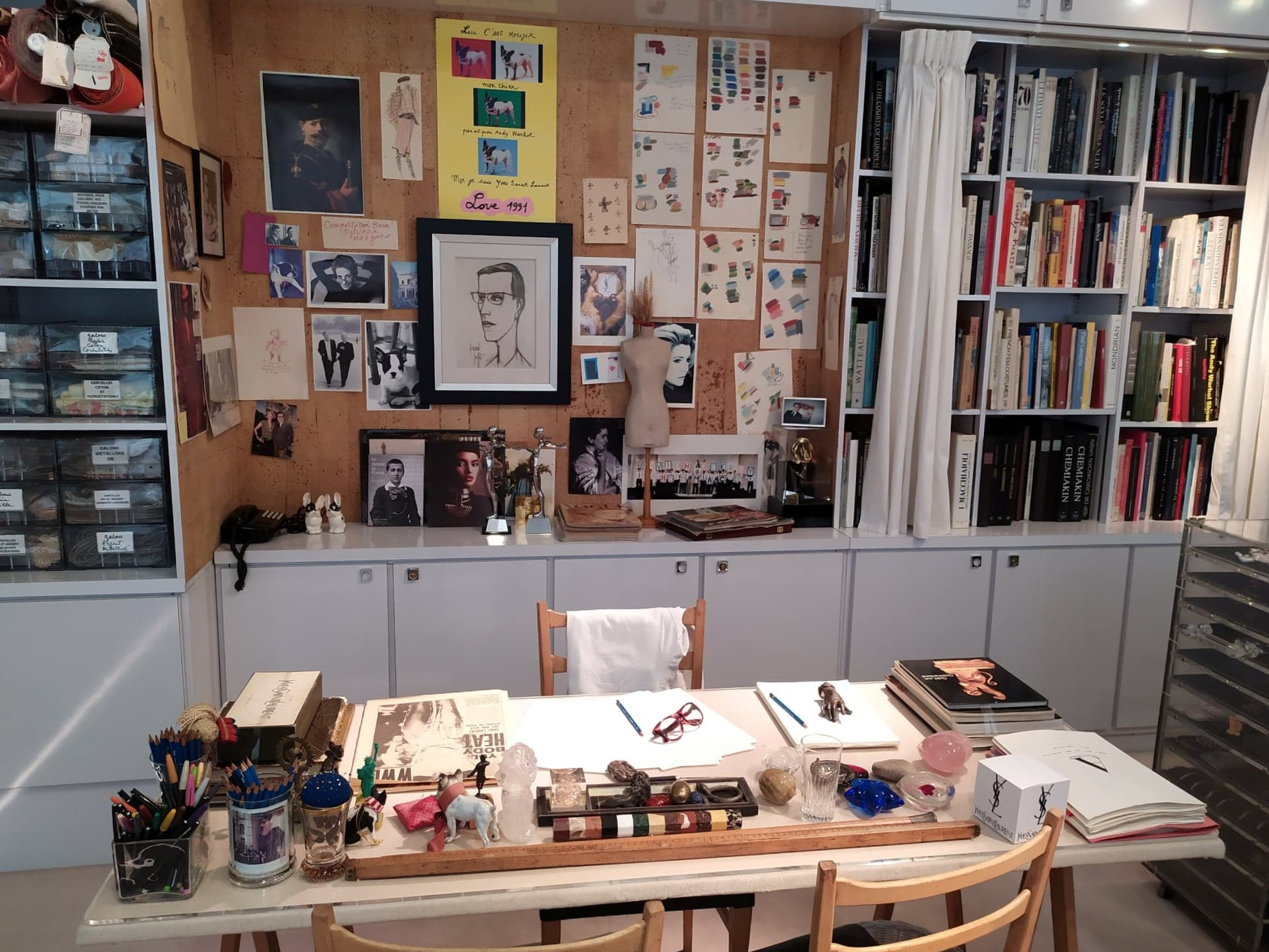
Atelier d'Yves Saint Laurent - Musée Yves-Saint-Laurent de Paris

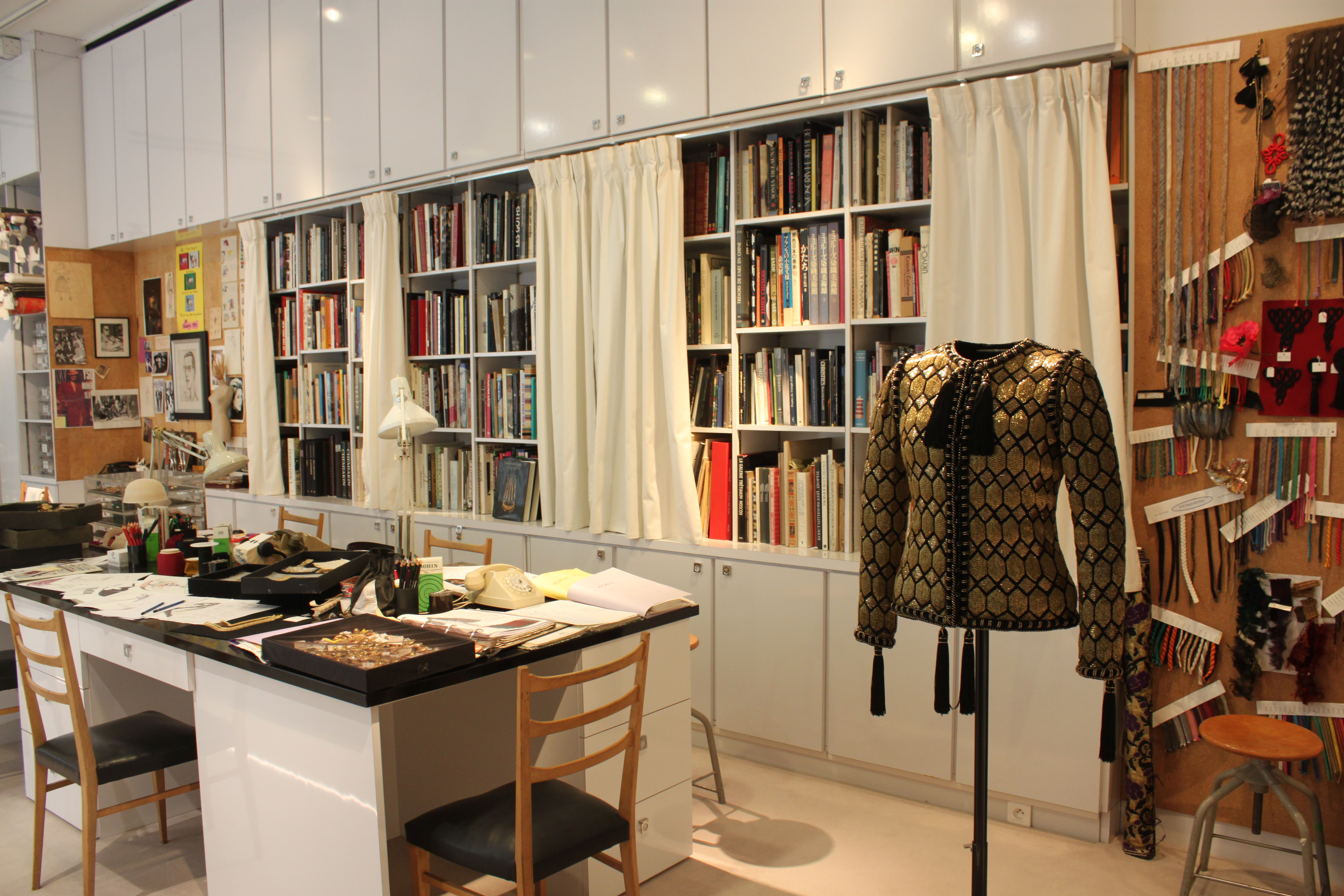
Atelier d'Yves Saint Laurent - Musée Yves-Saint-Laurent de Paris

Le musée intimiste s'étend sur tous les étages du bâtiment et sur un parcours de 450 m2, même si la surface d'exposition est plus réduite qu'à Marrakech (4 000 m2. Le lieu d'exposition est découpé en petits espaces cloisonnés. Parmi ces espaces figure l'atelier où travaillait le couturier (disparu en 2008), à l'étage, restitué quasiment à l'identique. Depuis la fermeture de la maison de couture, le studio de travail d'Yves Saint Laurent est resté en place dans son intégralité, peu de personnes y ont accès ; le musée le reconstitue et le rend maintenant accessible. Ses créations parmi les plus emblématiques sont rappelées : Le smoking pour femmes, la saharienne, la robe Mondrian, le Jumpsuit, etc., des créations devenues des classiques. Les pièces présentées sont des prototypes ou des exemplaires uniques. La première collection, de 1962, est évoquée également avec une partie des pièces de cette collection, des croquis et des photos de sa préparation. Certaines sources d'inspiration du créateur sont mises en exergue, notamment dans la partie Voyages imaginaires. Des expositions temporaires thématiques sont également organisées, la première étant en 2018 L’Asie rêvée d’Yves Saint Laurent, qui rassemble 50 modèles inspirés de l’Inde, de la Chine et du Japon, et issus de la collection permanente, et les confrontent avec des objets d’art asiatiques prêtés par des collectionneurs privés et par le musée national des arts asiatiques - Guimet. Près de 8 000 pièces de couture et 35 000 objets sont conservées dans les murs de la maison devenue musée : « Dès 1964, la conservation a été systématique et, à partir de 1982, Saint Laurent a indiqué […] les pièces qu'il souhaitait voir un jour exposées » explique l'historienne Aurélie Samuel.

### Source
- Bertrand Fraysse, « Le musée Yves Saint Laurent Paris : secrets de couture », Challenges, no 538,‎ 19 octobre 2017, p. 100 à 102 (ISSN 0751-4417).
- Sophie de Santis, « Musée Yves Saint Laurent : dans le saint des saints », Le Figaro,‎ 6 octobre 2017 (lire en ligne)